# Diversidoris aurantionodulosa
Diversidoris aurantionodulosa is een zeenaaktslak die behoort tot de familie van de Chromodorididae. Deze slak komt voor in de Indische Oceaan, van Tanzania tot Australië en Hongkong. De soort lijkt erg op de Ardeadoris egretta.
De slak is wit, lichtroze tot citroengeel van kleur, met een oranje of witte vlekken. De mantelrand is oranje tot okergeel. De kieuwen en de rinoforen zijn wit met feloranje toppen.